# ヒッチハイク (放送)
ヒッチハイク（hitchhike、HH）とは、放送広告の一種で、放送番組の終了直後に流されるCMをいう。

## 特徴
ヒッチハイクはテレビやラジオのCMのうち、番組終了直後に放送されるもののことである。番組開始直前に流されるCMはカウキャッチャー（cowcatcher、CC）と呼ばれており、ヒッチハイクとは区別される。またヒッチハイクやカウキャッチャーにおいても、番組提供スポンサーのCMを流す場合がある。ヒッチハイクやカウキャッチャーは競合するスポンサーを調整するために設定されることが多い。
番組と番組の間に放送されるステーションブレイクと違って、ヒッチハイクには番組本体の視聴率や聴取率が適用され、それを元にCM放送料が決められる。
番組中に放送される提供クレジットのないCMはパーティシペーション（パーティシペーティング・プログラム、単にPTとも）として扱われる。